# Alfred Seiland

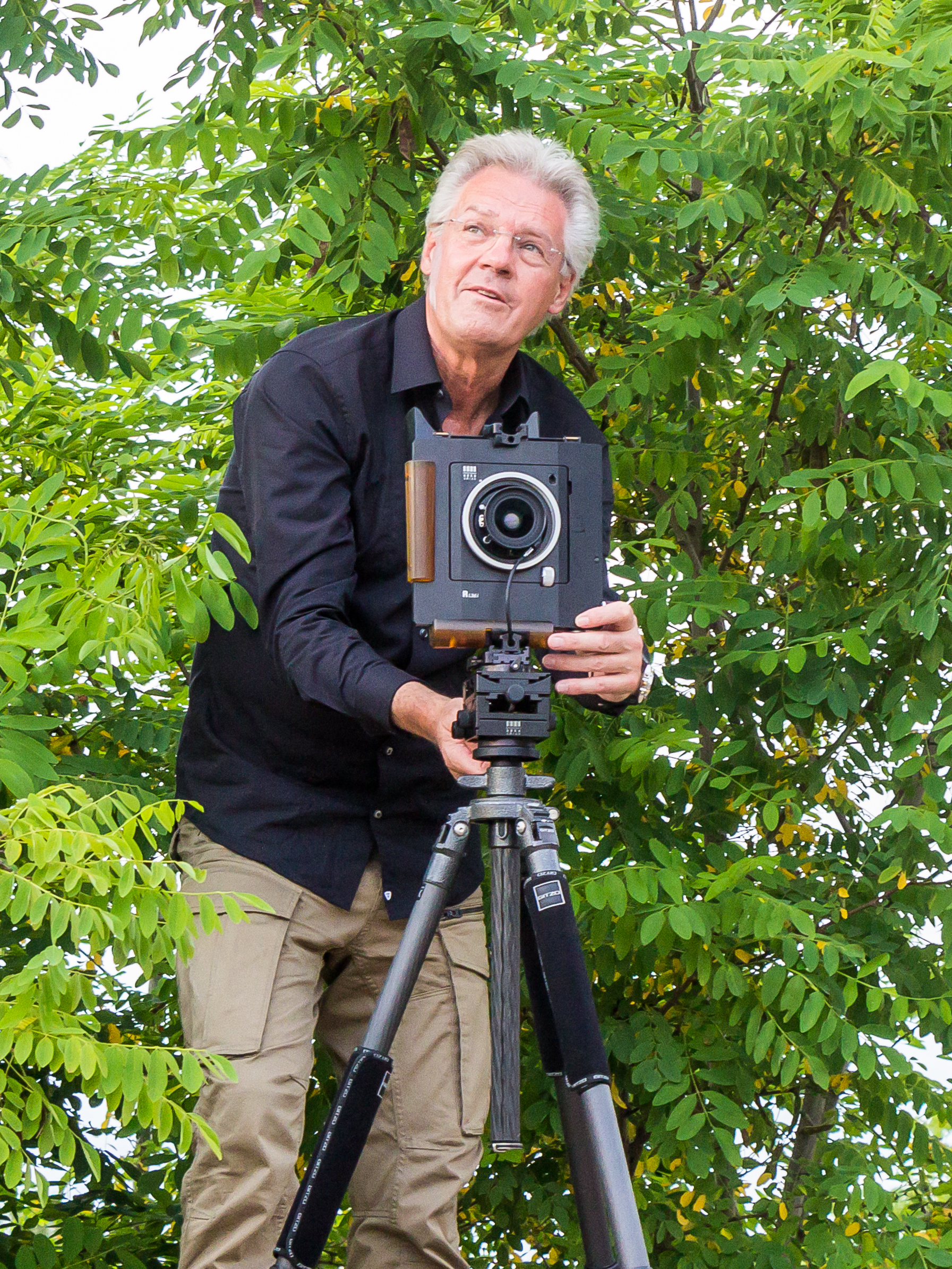
Alfred Seiland 2018 am Pont du Gard

Alfred Seiland (* 11. April 1952 in Sankt Michael in Obersteiermark) ist ein österreichischer Fotograf und emeritierter Professor für Fotografie im Studiengang Kommunikationsdesign an der Staatlichen Akademie der Bildenden Künste Stuttgart.
Er ist vor allem bekannt durch sein Langzeitprojekt Imperium Romanum, für das er seit 2006 den erweiterten Mittelmeerraum bereist und dabei architektonische und landschaftliche Spuren der römischen Antike in ihrer Beziehung zur Gegenwart fotografisch dokumentiert.

## Leben und Werk
Seiland wurde am 11. April 1952 in der Sankt Michael in Obersteiermark geboren. Als Autodidakt arbeitet er seit Mitte der 1970er als freier Fotograf, wobei er sich als einer der ersten österreichischen Kamerakünstler von Beginn an für Farbfotografie entschied, Vorbildern wie etwa Joel Meyerowitz, Stephen Shore und William Eggleston auf der Spur. In dieser Zeit entstehen Arbeiten für die Zeitschriften GEO, Merian, den Stern und das New York Times Magazine. Aus dem Material mehrerer Reisen durch die Vereinigten Staaten in den Jahren 1979 bis 1986 entstand sein erstes Buch East Coast – West Coast. Von 1989 bis 1999 war er in ständiger Zusammenarbeit mit dem Frankfurter Allgemeine Magazin. In den Jahren 1995 bis 2001 fotografierte er zahlreiche Personen für die bekannte Werbekampagne der FAZ, Dahinter steckt immer ein kluger Kopf, womit er „international Aufsehen […] erregte“ und mit Preisen ausgezeichnet wurde.
Von 1997 bis 2019 war Seiland Professor für Fotografie an der Staatlichen Akademie der Bildenden Künste Stuttgart. Die Arbeiten seines Projektes Imperium Romanum, das er seit 2006 kontinuierlich weiterentwickelt, flossen in mehrere Publikationen und eine international gezeigte Ausstellung ein.
Das Museum of Modern Art in New York nahm seine Aufnahme Winter Landscape, Proleb, Austria von 1981 in seine Sammlung auf.
2018 dokumentierte der Kölner Filmemacher Wilm Huygen die fotografische Arbeit Seilands für die fünfteiligen Arte-Dokuserie „Das Erbe der Römer – Mit dem Fotografen Alfred Seiland der römischen Antike auf der Spur“.
Seilands farbige Fotografien entstehen im analogen Großformat. Der Fotograf lebt und arbeitet in Leoben (Steiermark).

## Ausstellungen
- East Coast/West Coast
  - Art Institute of Chicago, Chicago, USA, 1987[1]
  - Rupertinum, Salzburg, Österreich[2]
  - Neue Galerie der Stadt Linz, Österreich[2]
- pimp your collection: cars you drive me art, Landesgalerie am Oberösterreichischen Landesmuseum, Linz, 2011[1]
- Alfred Seiland – Dahinter steckt immer ein kluger Kopf 1995–2001 (Photographien für die Kampagne der Frankfurter Allgemeinen Zeitung), Villa Grisebach, Berlin, Juli bis August 2015[5]

- Imperium Romanum
  - Römisch-Germanisches Museum, Köln, November 2013 bis März 2014[9]
  - Nationalmuseum für Geschichte und Kunst, Luxemburg, Oktober 2014 bis Februar 2015
  - Rencontres d’Arles, Villa Méditerranée, Marseille, Frankreich, 2016[2]
  - Landesgalerie am Oberösterreichischen Landesmuseum, Linz, März bis August 2018[10]
- Alfred Seiland. Retrospektive. Albertina, Wien, Juni bis Oktober 2018[3]
- Iran. Between the times. Nationalmuseum für Geschichte und Kunst, Luxemburg, November 2021 bis September 2022

## Publikationen
- East Coast – West Coast. Photographien. Edition Stemmle, Kilchberg/Zürich 1986, ISBN 3-7231-0355-3.
- Prag. Photographien. Ivan Klíma, Erna Lackner (Texte). Edition Stemmle, Kilchberg/Zürich 1994, ISBN 3-905514-30-3.
- Bilder aus Österreich. Christian Brandstätter Verlag, Wien 1995, ISBN 3-85447-599-3.
- Imperium Romanum. Opus Extractum. Hatje Cantz Verlag, Ostfildern 2013, ISBN 978-3-96070-006-7.
- Imperium Romanum. Opus Extractum II. Hartmann Books, Stuttgart 2016, ISBN 978-3-96070-002-9.[11]
- Imperium Romanum. Photographs 2005-2020. Skira, Mailand 2021, ISBN 978-88-572-4406-8.[12]

## Auszeichnungen
- Rupertinum-Preis für Fotokunst 1983[13]
- World Press Photo 2005, 2. Preis in der Kategorie Kategorie Kunst und Kultur/Einzelfotos für das Motiv Hängende Gärten[14]